# ラリー・ウィルソン (アメリカンフットボール)
ラリー・ウィルソン（Larry Frank Wilson, 1938年3月24日 - 2020年9月17日）は、アメリカ合衆国アイダホ州リグビー出身のアメリカンフットボールの元選手。フットボール現役時のポジションはセイフティ。NFL・セントルイス・カージナルス一筋で1960年シーズンから1972年シーズンまで13シーズンプレーし、プロボウルに8回選出される活躍をした。引退後は、1988年にカージナルスがミズーリ州からアリゾナ州に移転した後も、チーム幹部を務め、2003年に退任するまで長きに渡り、カージナルスに貢献した。
1978年、有資格初年度でプロフットボール殿堂入り。
NFL75周年記念チーム、NFL100周年記念チームのいずれにも選出された。

## NFL入り前
アイダホ州リグビーで生まれ育ったウィルソンは、ユタ大学に進学し、ランニングバックとコーナーバックの攻守両方をプレーし、活躍した。

## NFL

### 選手として
高い技術や適応力を有していたのにもかかわらず、比較的小柄であったウィルソンは、1960年のNFLドラフトでシカゴ・カージナルスから7巡目という低順位で指名された。チームはドラフトの直後にイリノイ州シカゴからミズーリ州セントルイスに移転した。
ウィルソンがチームと契約する前に、カージナルスのディフェンシブコーディネーターは、セイフティがブリッツを行う新システムを構築していたが、このシステムに適合する技術と身体能力を有する選手が居ないことから実行をすることはないと考えていた。そこに、新システムに適合するウィルソンが入団したことから、ウィルソンをセイフティにコンバートして、新システムを実行することとした。当時のNFLではディフェンスバックがクォーターバックへプレッシャーを掛けることを想定していなかったことから、新システムはリーグに衝撃を与え、それ以後の守備システムに大きな影響を与えることとなった。
ウィルソンは13年の現役生活中、オールプロファーストチームに6回、プロボウルに8回選出された。1966年には、7試合連続インターセプトを記録し、このシーズンに10インターセプトを記録して、インターセプトリーダーとなった。
1972年シーズンをもって現役引退。10年以上NFLでプレーしながら、1度もプレーオフでプレーしなかった数少ない選手となった。

### チーム幹部として
現役引退後、ウィルソンはカージナルスの副監督兼スカウティングディレクターに就任した。副監督は就任後1年で退任したが、その後、ゼネラルマネージャーなどチームの様々な役職を歴任した。チームがアリゾナに移転した1988年には副社長に就任し、1993年にゼネラルマネージャーは退任したが、2002年にチームを去るまで副社長の地位にあった。

## 人物
ウィルソンは、2020年9月17日、アリゾナ州スコッツデールで死去した。享年82歳。